# 大和田公園
大和田公園（おおわだこうえん）はさいたま市大宮区寿能町及び見沼区大和田町に所在する同市営の都市公園である。
現在は指定管理者として「公益財団法人さいたま市都市公園緑地協会」が管理・運営している。1967年4月開園（公式な開園日は、大和田公園プールが開業した1984年7月7日としている）。敷地面積は15.15 ha（計画面積は15.8 ha）。

## 沿革
旧・大宮市の都市計画公園として1964年8月20日に計画を決定。大宮市営球場（現・さいたま市営大宮球場）の整備を皮切りに施設の設置と園地の拡張を行った。
なお、大和田町一丁目の住宅街「前原住宅」内には児童公園「大和田東公園」が所在するが、1969年の設置当時はこちらも「大和田公園」と呼ばれた。このため「大和田公園」が2か所あることが長らく続くことになり、合併間際の2001年4月に児童公園側を改めることになった。
同公園の隣接地は大宮公園の第二公園であり、将来的には大宮公園（第二・第三公園も含む）・大和田公園を一体的に再整備して、氷川神社や見沼田んぼの歴史的・自然的な景観を生かした自然公園と、スポーツを通して市民が気軽にレクリェーションを楽しみながら賑わいを創出することを目指す「スポーツ広場」の整備を念頭に置いて再開発が検討されている。

## 主な施設
芝川を挟んだ形で立地しており、市営大宮球場を中心とする大宮区エリアと大宮体育館を中心とする見沼区エリアの2つに大分される。双方を行き来する場合は、公園北側を通る市道（「大和田公園通り」）を使うこととなる。
整備当初は園内の芝川に歩行者専用の橋を掛ける構想があったが、治水事業等の理由により実現できなかった。
大宮区側
- さいたま市営大宮球場（レジデンシャルスタジアム大宮）
- テニス場（全天候型7面）
- 大和田公園プール

見沼区側
- さいたま市大宮体育館（さいたまスポーツアソシエイトJV(代表企業：シンコースポーツ株式会社)が指定管理者）
  - 軽運動室、講習室、研修室、料理室（館内に併設されていた旧さいたま市勤労女性センターの施設を承継）
  - シビック広場（芝生広場兼調整池）
  - ゲートボール場（5面）

- 大和田公園遊園地（児童公園）